# Vårflodsveckor...Blomstertid
Vårflodsveckor...Blomstertid utkom 1976 och är ett album med den kristne sångaren Artur Erikson och Uppsala missionskyrkas kammarkör. Samtliga sånger på skivan har på något sätt anknytning till våren eller sommaren.

## Låtlista

### Sida 1
1. I himlar sjungen den eviges ära
2. Ja visst gör det ont när knoppar brister
3. Våren kommer till vår fröjd
4. Intet är som väntans tider
5. Vår (O du lummiga lund)
6. Vårtro
7. Den blomstertid nu kommer

### Sida 2
1. O vad jorden nu är skön
2. All världen nu sig gläder
3. Nu brusar alla bäckar
4. En vänlig grönskas rika dräkt
5. Tänk att få vakna (Morning has broken)
6. Skåden liljorna
7. Vi gingo så tysta en solskensväg